# 이상철 (마라톤 선수)
이상철 (Lee Sang-cheol, 1935년 11월 1일  ~ )은 한국 의 장거리 주자이다. 그는 1960년 하계 올림픽에서 마라톤 대회 에 참가했다 .